# Black Funeral
I Black Funeral sono un gruppo musicale black metal statunitense  formato da Michael Ford nel 1993. Il gruppo, uno dei primi a suonare questo genere negli Stati Uniti, è particolarmente conosciuto nel circuito underground e fa della sporcizia del suono e di un'iconografia esoterica le proprie bandiere. Mischiano il black metal con forti dosi di dark ambient. Nei loro testi parlano di esoterismo, misticismo, vampirismo e magia. Sono accasati presso la Behemoth Productions.

## Membri

### Ultima formazione
- Baron Drakkonian Abaddon (oppure conosciuto come Michael Ford Nachttoter) - voce, percussioni, effetti speciali
- Sheikh Abd'ajjal aka D. - chitarra, basso e drum programming

### Ex-membri

#### Chitarra e basso
- Nocturnal
- Blackangel

#### Batteria e percussioni
- Asmoderic

#### Voci aggiuntive
- Shanna Lejuene
- Dana Dark
- Lux Ferro

#### Synth
- Desolate Wings (solo come session)

## Discografia

### Demo
- 1994 - Journey Into Horizons Lost
- 1995 - Of Spells of Darkness and Death
- 2019 - Varulv

### Album
- 1996 - Vampyr- The Throne of the Beast
- 1997 - Empire of Blood
- 1998 - Moon of Characith
- 2003 - Belial Arisen
- 2004 - Az-i-Dahak
- 2006 - Ordog
- 2007 - Waters of Weeping
- 2010 - Vukolak
- 2016 - Ankou and the Death Fire
- 2020 - Scourge of Lamashtu

### EP
- 2012 - Choronzon Blood Rite
- 2018 - The Dust and Darkness

### Raccolte
- 2016 - Vampyr - Throne of the Beast / Journeys Into Horizons Lost / Of Spells of Darkness and Death
- 2017 - Journeys into Horizons Lost / Of Spells of Darkness & Death